# Bataille de Maguaga
Guerre de 1812
Batailles
Liste des batailles de la guerre anglo-américaine de 1812
La bataille de Maguaga (également connue comme la bataille de Monguagon ou la bataille d'Oakwoods est une petite bataille entre les troupes britanniques, les milices canadiennes, les Amérindiens de Tecumseh et une large force américaine près du village Wendat de Maguaga dans ce qui est maintenant la ville de Trenton (Michigan).

## Contexte
Dans les premiers jours de la guerre, l'armée américaine sous le commandement du brigadier-général William Hull avait déménagé à Detroit, avec l'intention de l'utiliser comme base pour une attaque sur le Haut-Canada. Après avoir décidé de ne pas attaquer les Britanniques à fort Amherstburg, il a appris que l'île Mackinac avait été capturée par les Britanniques et craint alors que de nombreux Indiens affluent au sud de là pour rejoindre les Britanniques. Le 3 août, il se retire dans le territoire américain.
Aux Rapides de Miami, la compagnie du capitaine Henry Brush des volontaires de l'Ohio attendait avec des fournitures vitales pour la garnison de Hull, dont 300 têtes de bétail et 70 chevaux de bât chargés chacun avec 200 livres de farine. Le 4 août, les troupes britanniques sous les ordres du capitaine Adam Muir du 41e Régiment et les Indiens de Tecumseh et Roundhead défont un détachement que Hull avait envoyé pour recueillir ces fournitures à la bataille de Brownstown. Hull envoya un détachement plus grand sous le commandement du lieutenant-colonel James Miller pour escorter le train d'approvisionnement à Detroit.

## Bataille

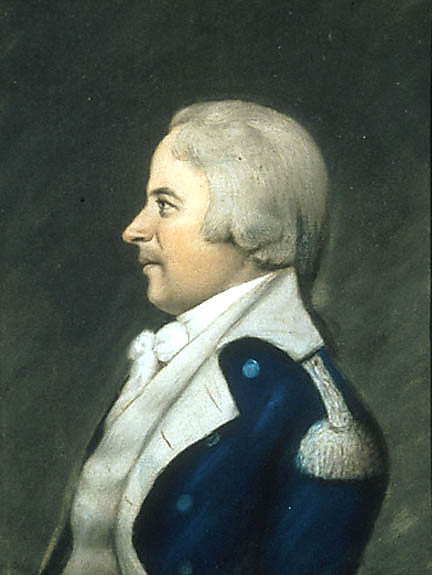
William Hull

Au Monguagon, le commandement de Miller, comprenant 280 réguliers et plus de 330 bénévoles de l'Ohio, a été bloqué par Adam Muir, avec 205 réguliers britanniques, la milice canadienne et les Amérindiens. Comme les Américains avançaient dans un feu nourri, les choses ont commencé à aller mal pour les Britanniques. L'auteur canadien John Richardson était présent en tant que bénévole et a écrit plus tard:

« Here it was that we first had an opportunity of perceiving the extreme disadvantage of opposing regular troops to the enemy in the woods. Accustomed to the use of the rifle from his infancy... and possessing the advantage of a dress which renders him almost undistinguishable to the eye of an European, the American marksman enters with comparative security into a contest with the English soldier whose glaring habiliment and accoutrements are objects too conspicuous to be missed, while his utter ignorance of a mode of warfare, in which courage and discipline are of no avail, renders the struggle for mastery even more unequal. »

— John Richardson
Traduction :

« Ici, nous avions l'occasion de percevoir l'extrême désavantage d'opposer nos troupes régulières à l'ennemi dans les bois. Habitué à l'utilisation de la carabine dans son enfance... et possédant l'avantage d'un vêtement qui le rend presque indiscernable à l'œil d'un Européen, le tireur américain entre avec une sécurité relative dans un concours avec le soldat anglais dont l'habillement flagrant et l'accoutrement sont des objets visibles difficile à manquer, tandis que son ignorance d'un mode de guerre, où le courage et la discipline ne sont d'aucune utilité, rend la lutte pour la domination encore plus inégale. »

— John Richardson
Remarquant certains hommes rampant à travers les bois sur leur droite, certaines des tuniques rouges ont pensé que l'ennemi essayait de les déborder et ont ouvert le feu sur eux. «L'ennemi» s'est avéré être les guerriers de Potawatomi alliés aux Britanniques sous les ordres de Main Poc, qui a immédiatement pensé que les gens qui tiraient sur eux devaient être des Américains. Les Britanniques et les Amérindiens se sont tirés dessus à distance jusqu'à ce que Potawatomi réalise qu'ils se battaient avec leur propre camp et se retire dans les bois à l'arrière.
Pendant ce temps, en voyant l'avance américaine vaciller, Muir a ordonné au clairon du 41e Régiment de sonner la charge. Dans l'armée britannique, seulement cette infanterie légère utilise le clairon; le reste de l'infanterie communique en utilisant des tambours. L'officier commandant d'une des autres compagnies du 41e Régiment pensait que le clairon sonnait le "rappel" et a ordonné à ses hommes de se replier. Avant que Muir ait compris ce qui se passait, toutes ses forces s'étaient repliées vers l'arrière. Les Américains, qui pensaient que les Britanniques s’enfuyaient, ont avancé sur le poste laissé vacant de Muir en poursuivant un ennemi qu'ils pensaient avoir mis en déroute. Miller a avancé à une bonne distance pour constater que Muir avait rallié ses hommes et attendait une autre attaque. Miller, satisfait de sa «victoire», a décidé de ne pas renouveler son assaut.
Les forces de Miller ont subi 18 tués et 64 blessés, Muir a enregistré 3 tués, 13 blessés et 2 disparus pour le 41e Régiment. 1 mort et 2 blessés dans la milice canadienne et 2 tués et 6 blessés du contingent amérindien. Les deux hommes déclarés comme "disparus" ont été faits prisonniers. Les Américains ont prétendu plus tard avoir pris 30 scalps indiens pendant la bataille.
À ce stade, les nerfs du colonel Miller semblent avoir disparu. Ses hommes avaient jeté leurs sacs au début de la bataille, afin qu'ils puissent lutter plus efficacement. Miller a refusé de retourner dans les bois pour récupérer les sacs à dos au cas où l'ennemi serait là, attendant de lui tendre une embuscade. Il campe dans une grande clairière et le lendemain matin, il a refusé de continuer à avancer dans les rapides. Miller a été ébranlé par les pertes relativement lourdes que son commandement avait subies. Il n'avait clairement pas envie de rencontrer Muir. Il était aussi très malade, et presque dans un état d'effondrement.
Inconnu de Miller, le détachement de Muir s'était retiré depuis longtemps à ses bateaux et avait navigué pour retourner à Fort-Malden, Amherstburg. Pendant deux jours, Miller est resté sourd, ignorant les ordres répétés de Hull de reprendre son avance aux rapides. Enfin, Hull a réalisé que Miller n'allait pas lui obéir, et lui ordonna de retourner à Detroit.

## Conséquences
La bataille de Monguagon a été caractérisée par une série d'erreurs des deux côtés.
Les Britanniques se sont déroutés eux-mêmes à cause de deux malentendus, dont au moins un qui aurait pu être évité par une meilleure formation. Le 41e régiment avait été déclaré être «très fort», mais cela indiquait probablement que leurs normes de discipline, leur administration et leurs manœuvres au sol étaient bonnes. Comme la plupart des régiments britanniques, ils ne sont pas formés à la tactique d'infanterie légère ou «guerre de brousse».
Le colonel Miller a été le premier à gaspiller l'avantage tactique qui lui avait été donné par la confusion au sein des forces britanniques, et apparaît alors avoir complètement perdu son sang-froid. La carrière de guerre de James Miller de 1812 s'est terminée avec succès et il a reçu une promotion au grade de brigadier-général, principalement grâce à sa capture des batteries britanniques à la bataille de Lundy Lane. Néanmoins, à la suite de la bataille de Monguagon, il a eu la chance d'échapper à la cour martiale et a été renvoyé de l'armée.
L'échec de Miller aurait pu avoir des conséquences désastreuses pour la garnison de Detroit dans le cas d'un siège durable, lorsque les approvisionnements en provenance des rapides de Miami auraient été nécessaires. Detroit se rendit au général Brock après un siège de quelques heures seulement, l'absence des approvisionnements alimentaires supplémentaires était donc hors de propos. La seule différence que l'échec de l'expédition de Miller aurait pu faire était que la compagnie du capitaine Brosse et leurs approvisionnements à Detroit n'ont pas été capturés. Cependant, les conditions de la capitulation signée par le général Hull incluent la garnison aux rapides dans l'accord de cession, et les Britanniques ont finalement obtenu les fournitures de toute façon.
Monguagon fut la première rencontre de la guerre de 1812 qui fut assez grande pour être appelée une "bataille" même selon les normes de ce conflit à petite échelle.